# Mellieħa
Mellieħa város és Málta második legnagyobb helyi tanácsa a nagy sziget északi partján. Lakossága 7549 fő (2005). Neve a sémi 'm-l-h' tőből származik, amely sót jelent, és a római-bizánci sólepárlókra utalhat. Más elképzelés szerint a görög-latin melea (méz) szóból ered. A városon kívüli részei: Għadira a két öböl közötti földnyelven, az északi parton a Marfa-gerinc (Marfa Ridge) lábánál Ċirkewwa (a kikötő) és Paradise Bay, Ramla Bay és Marfa falu, Armier Bay nyaralótelep, a délnyugati Pwales-völgyben pedig Manikata.

## Földrajza

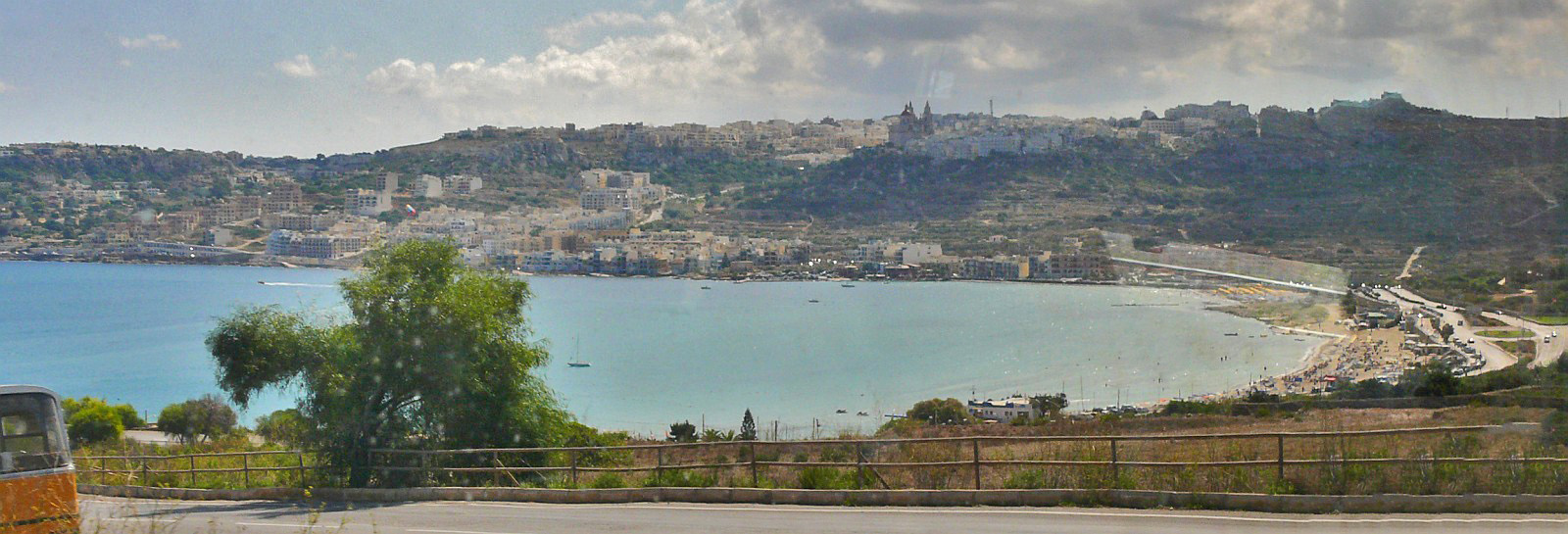
Mellieħa és az öböl a Marfa-gerincről

A helyi tanács területe a sziget teljes északi részét elfoglalja. Délről Mġarr és San Pawl il-Baħar helyi tanácsai, északról a szigeteket elválasztó Fliegu ta' Malta (Comino-) csatorna határolja. A Pwales-völgyben és a Mistra-gerincen húzódó déli határától kezdve gerincek és völgyek, valamint ennek megfelelően félszigetek és öblök váltják egymást: Pwales-völgy, Bajda-gerinc, Mellieħa-gerinc (itt áll maga a város), Għadira és végül a Marfa-gerinc. Għadira az egész sziget legkeskenyebb pontja, Il-Prajjet (Anchor Bay vagy Horgony-öböl) és a Mellieħa-öböl itt nem egészen egy kilométerre vannak egymástól.

## Története

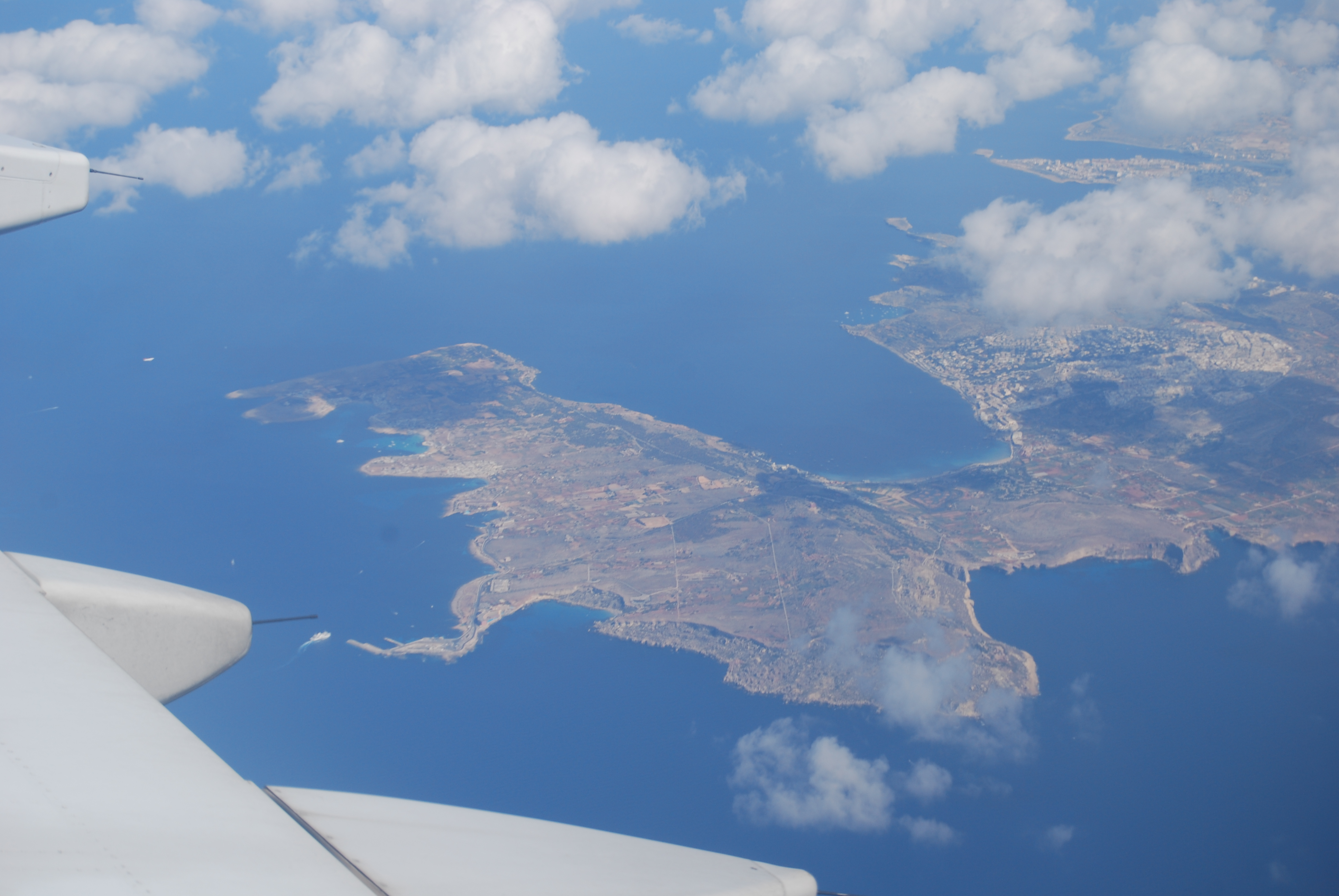
Mellieħa körzete a levegőből: középen a Marfa-gerinc, jobbra (felhő alatt) a város

Romok, cserépedények és sírok maradványai alapján feltételezhető, hogy a terület már az újkőkorszak óta lakott volt, és csak az arab hódítás (870) után néptelenedett el, ugyanis szinte védtelen volt a kalózok és a törökök támadásaival szemben. 1530 után a betelepülő Jeruzsálemi Szent János Ispotályos Lovagrend egyik legfontosabb szentélye állt itt, a Miasszonyunk tiszteletére emelt templom. A lovagok tornyok és erődök építésével igyekeztek védelmet nyújtani a területnek, a máltaiak csak ekkor kezdték újra benépesíteni a területet. Brichelot és Bremond 1718-as térképén az öböl (Cala Meleha) mellett látható a kápolna (La Madona) is, illetve már jól látszanak az északi félsziget erődítései. A brit uralom idején kedvezményekkel igyekeztek rávenni az embereket a környék betelepítésére, 1844-ben pedig újra plébániai rangot kapott a templom, ezzel megindult a modern település fejlődése. Mai plébániatemploma a 19. század végéről származik. 1994 óta Málta 68 tanácsának egyike. Legfőbb bevételi forrása a turizmus, a látogatókat szinte minden öblében megtalálható szállodái és strandjai vonzzák, valamint a Popeye Village filmdíszlet. Közlekedési jelentőségét leginkább a ċirkewwai kompkikötő adja, az átmenőforgalom az idevezető úton jelentős, ezért az utóbbi években elkerülő útvonal (Mellieħa bypass) épült a város köré.

## Ċirkewwa
Mellieħa egyik külső része az északi parton a Paradise Bay melletti Ċirkewwa. Lakatlan félsziget, egy parti szálloda és a gozói kompok terminálja található itt. A név eredetileg a félsziget csúcsát és az itt épült kikötőt jelöli. 1718-ban Brichelot és Bremond térképén megtalálható Ponta Circava néven. A kompokon kívül itt van több buszvonal végállomása és a Cominóra induló csónakok egyik megállóhelye is.
Koordinátái: 35° 59' 13.83", 14° 19' 44.80"

## Manikata
Néhány száz lakosú falu a Pwales-völgyben a Ramla tal-Mixquqa (Golden Bay) mellett. 1975 óta önálló egyházközség. Lakosai ma is főként földműveléssel foglalkoznak. Szent Józsefről elnevezetett templomát Richard England tervezte 1962-ben, 2011 óta műemléki védettséget élvez.

## Marfa
Néhány száz épületből álló üdülő falu az északi parton. Állandó lakói többnyire földművesek és halászok, de egyre inkább nyaralóhellyé válik. Mellette található nyugatra Ramla Bay két nagy szállodájával és a cominói csónakok kikötőjével (itt található a buszmegálló is), illetve keletre Armier Bay néhány házával és az Ahrax-félszigeten álló Fehér Toronnyal. Legjobban itt figyelhető meg a sziget védelmére épített ütegek (battery), bástyák (redoubt) és tornyok rendszere.

## Önkormányzata
Mellieħát kilenctagú helyi tanács irányítja. A jelenlegi, hetedik tanács 2013 márciusa óta van hivatalban, 5 munkáspárti és 4 nemzeti párti képviselőből áll.
Polgármesterei:
- Joseph Borġ (1994–1996)
- Saviour Vella (1996–1999)
- Joseph Borġ (1999–2002)
- John Buttiġieġ (2002–2008)
- Robert Cutajar (Nemzeti Párt, 2008–2013)
- leendő munkáspárti polgármester (2013–)

## Nevezetességei

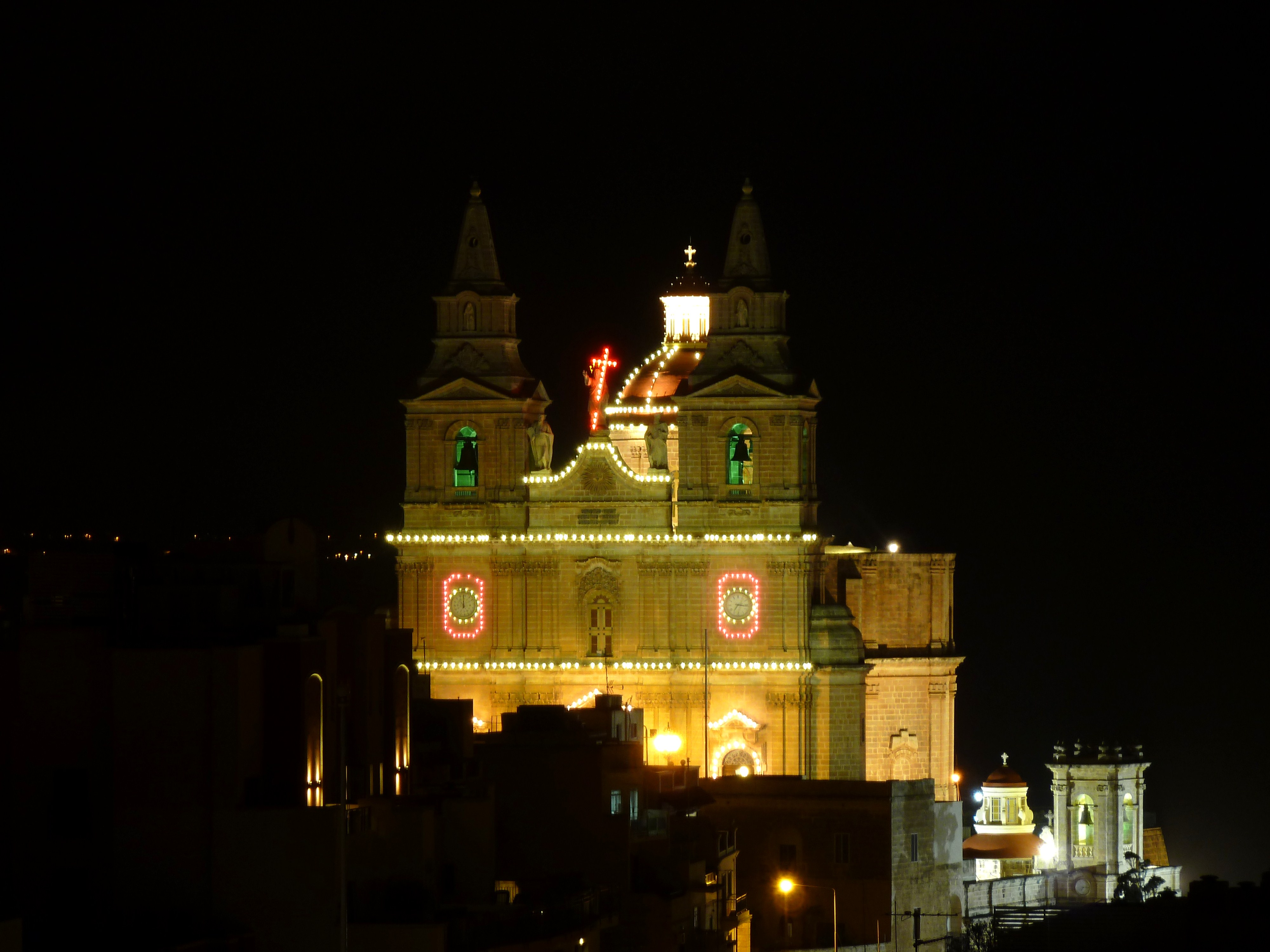
A plébániatemplom díszkivilágításban

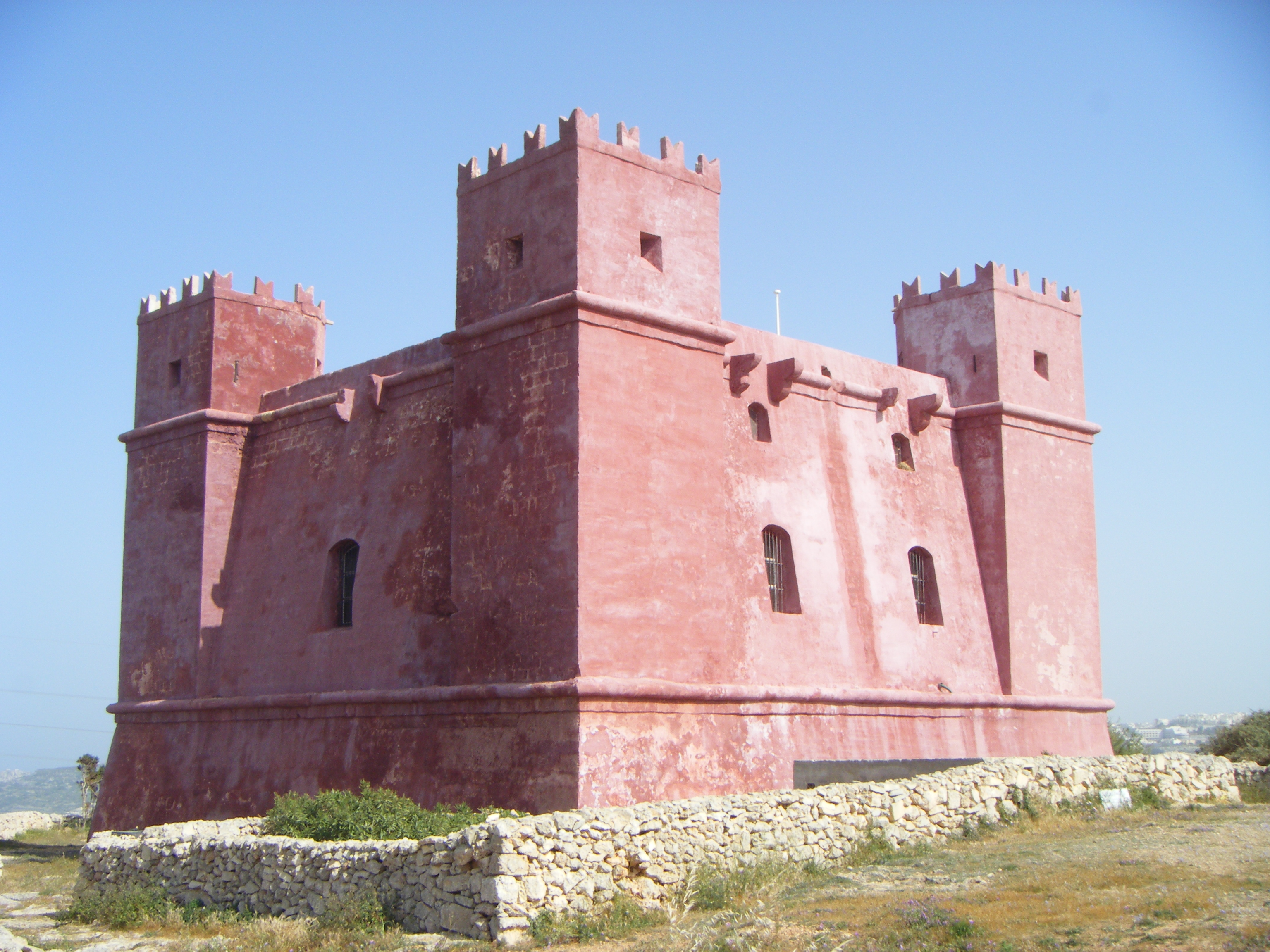
A Szt. Ágota torony, ismertebb nevén a Vörös Torony Mellieħa egyik jelképe

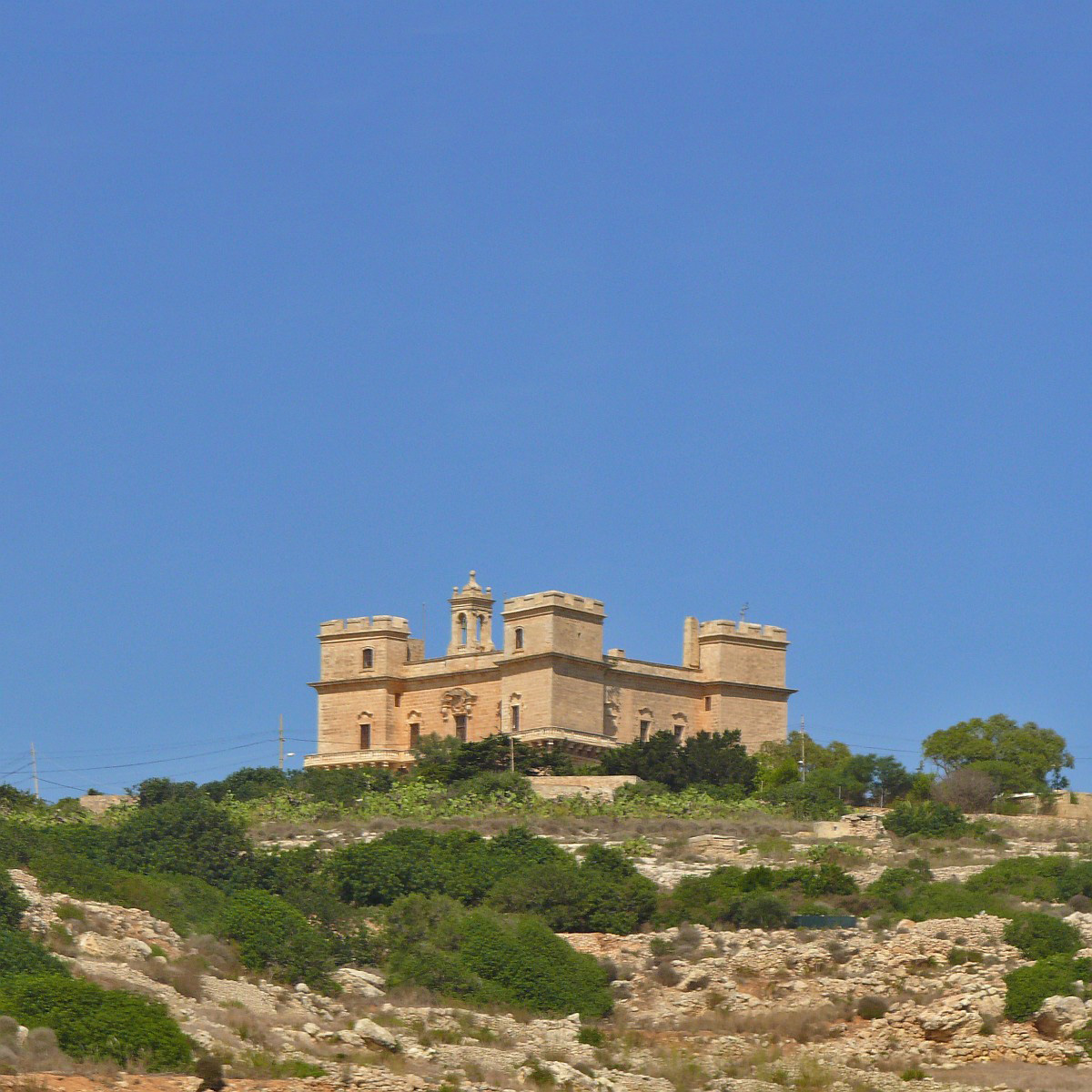
A Selmun Palace a Mellieħa-gerinc tetején

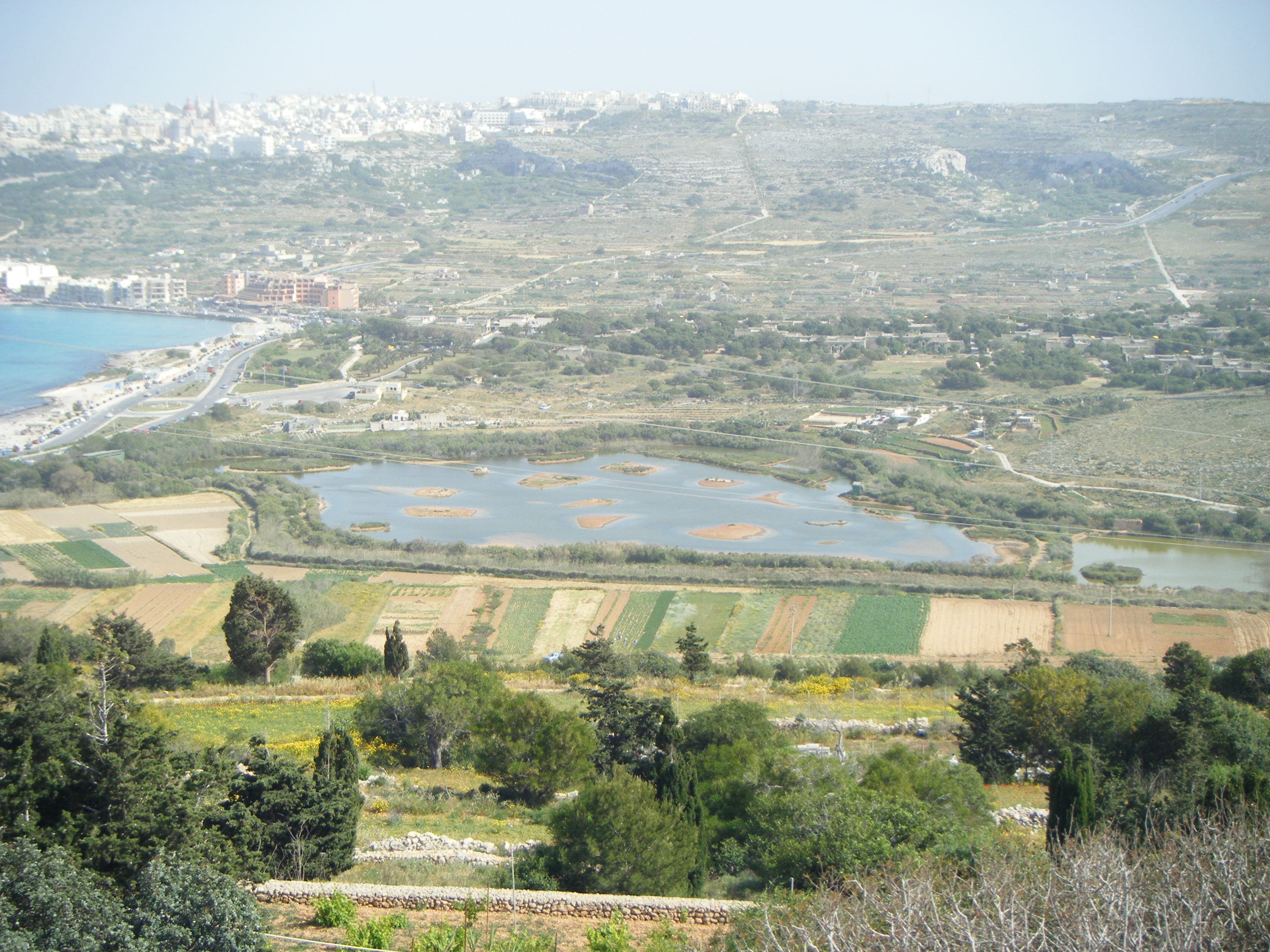
Az għadirai madárrezervátum, Málta első természetvédelmi területe

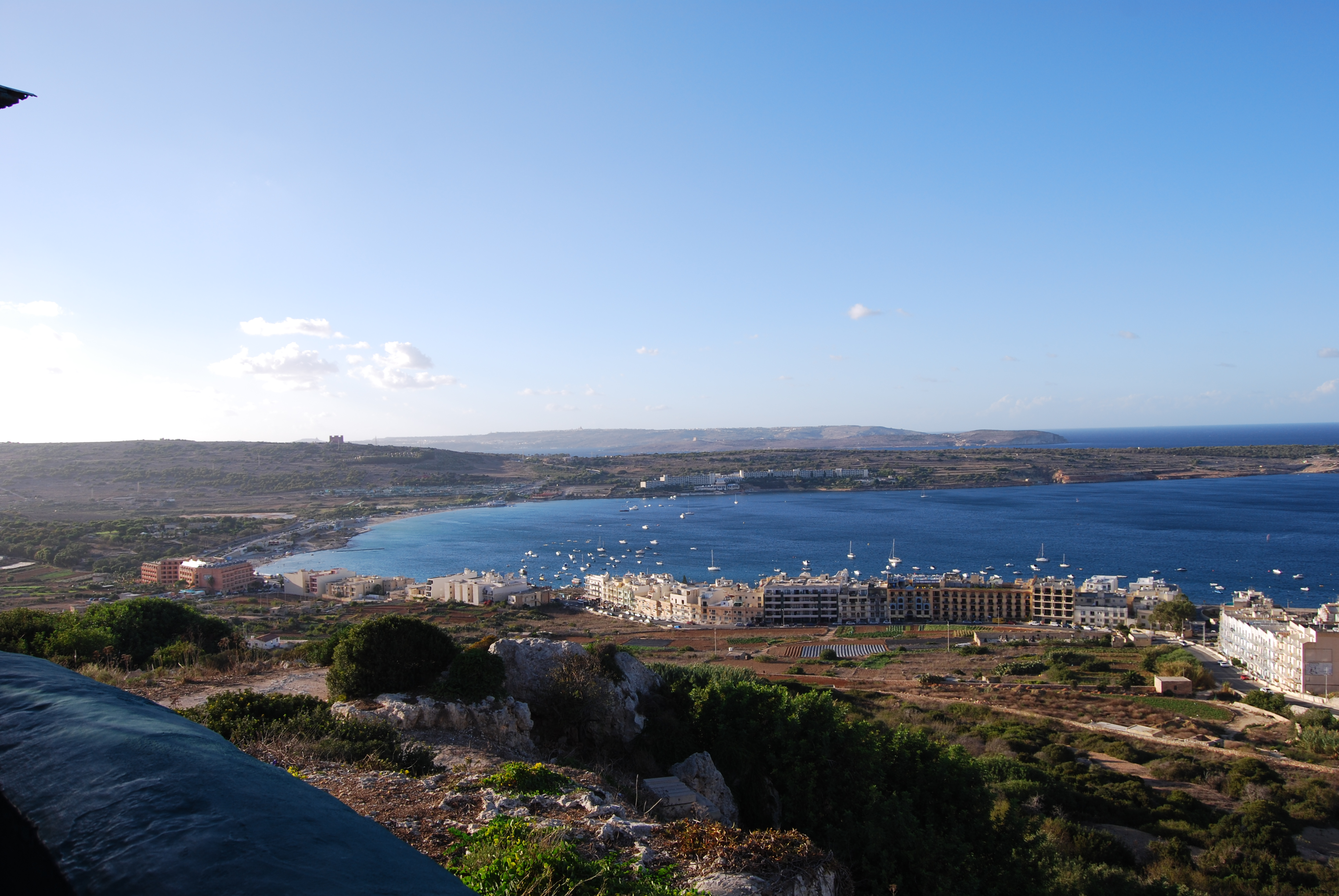
A szállodákkal körülvett öböl, mögötte a Marfa-gerinc, Comino és Gozo

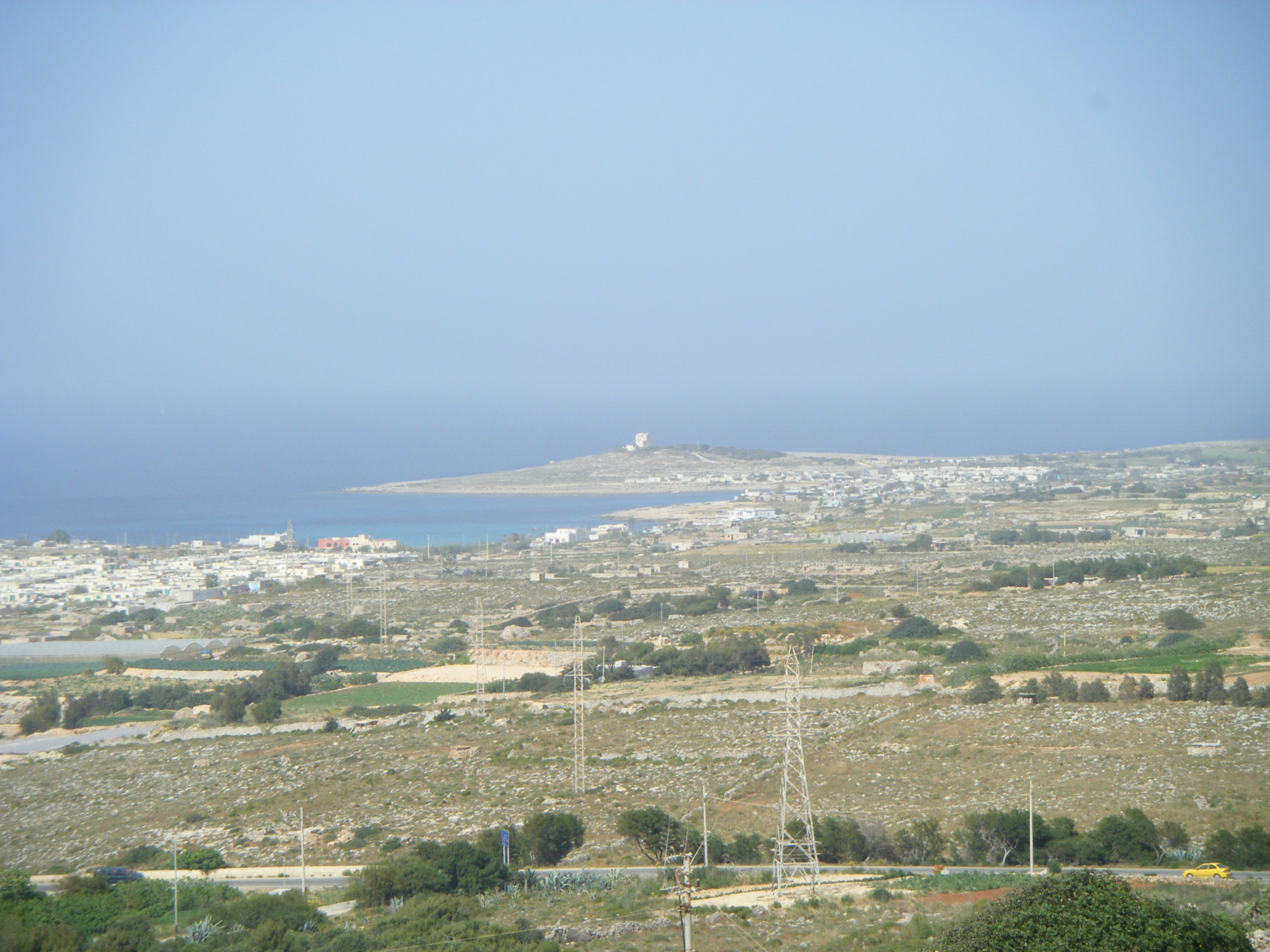
Az északi félsziget a Szent Ágota-toronyból. Balra Marfa, középen Armier Bay házai, a háttérben a Fehér Torony

A városhoz tartozó északi partvidék és az öblök rendkívül népszerűek. Szállodái a zsúfolt északkeleti partiakkal ellentétben csendes környezetet kínálnak, a környéken hosszú sétákat lehet tenni, és Málta szigetén szinte csak itt találhatók homokos tengerpartok. Történelmi emlékekben viszonylag szegény, de a lovagok védelmi rendszerének elemei itt maradtak fenn a legnagyobb számban. Ma Mellieħához tartozik a Szent Pál-sziget (Selmunett), ahol a hagyomány szerint Szent Pál apostol hajótörést szenvedett 60-ban.

### Templomok
- Plébániatemplom[5]
- Miasszonyunk templom[6]

### Történelmi emlékek
- Bronzkori falak[7] (Manikata)
- San Nikolaw barlangok:[8] a középkorban használták őket
- Torri ta' Sant'Agata[9] (Szt. Ágota torony, köznapi nevén Red tower, Vörös torony): Jean-Paul de Lascaris-Castellar nagymester építtette
- Torri ta' L-Aħrax (White tower, Fehér torony): Martín de Redín nagymester építtette Malta sziget legészakibb pontján
- Għajn Ħadid Tower: Mellieħa és Xemxija között áll a félsziget csúcsán. Szintén de Redín nagymester finanszírozta
- Selmun Palace[10]
- Világháborús óvóhelyek[11] (War shelters)

### Természeti látnivalók
- Mellieħa Bay:[12] Málta egyik legnagyobb homokos strandja
- Ramla tal-Mixquqa (Golden Bay)
- Ir-Ramla (Ramla Bay)
- Mgiebaħ Bay[13]
- Paradise Bay
- Għadira Madárrezervátum (Málta első védett természeti értéke)
- Kilátás Cominóra és a Fliegu ta' Malta csatornára a Marfa-gerincről

### Kulturális nevezetességek
- Popeye-falu[14] - Il-Prajjet (Anchor Bay; filmdíszlet)

## Kultúra
Két múzeuma a helyi tonhalhalászatot bemutató Museum of Tunnara (a Westreme Battery épületében), és a II. világháborús óvóhelyek.
Band clubjai:
- Imperial Band Club
- Socjetà Filarmonica La Vittoria
- Għaqda Korali u Orkestrali Marija Bambina

Egyházi szervezetek:
- Katolikus Akció
- Mária Légió
- Mellieħa Scout Group
- M.U.S.E.U.M.

Más szervezetek:
- Art Club 2000
- Historical Military Maritime Society of Malta
- Ladies Crafts Circle
- Noah's Ark Animal Sanctuary

## Művészet

### Műalkotásokban
- A város alatti öböl ihlette a New Cuorey együttes Il-bajja tal-Mellieħa c. dalát

## Sport
Sportegyesületei:
- Mellieħa Sports Club
- Atlétika: Mellieħa Athletics Club
- Baseball: Mellieħa Baseball Team
- Kosárlabda: Mellieħa Basketball Team
- Labdarúgás: Mellieħa Sports Club and Football Nursery
- Netball: Mellieħa Netball Team
- Softball: Mellieħa Softball Team
- Karate Kyokushin: Spirit Of The Tiger Fighters Academy[15]

## Közlekedés
A terület megközelíthető autóval vagy autóbusszal. Autóval elfogadható/jó minőségű utak vezetnek ide az országból, különösen a várost elkerülő út jó. A terület úthálózatának minősége már elég változó. Kerékpározni a dombos vidék és a szűk utak miatt csak gyakorlottabbaknak ajánlott.
Autóbuszjáratai (2011. november 6. után):
- 41 (Valletta-Ċirkewwa)
- 42 (Valletta-Ċirkewwa)
- 221 (Buġibba-Ċirkewwa)
- 222 (Sliema-Ċirkewwa)
- X1 (expressz, Repülőtér-Ċirkewwa)
- X6 (expressz, Valletta-Ċirkewwa)
- N11 (éjszakai, San Ġiljan-Ċirkewwa)

A ċirkewwai terminálról indulnak a kompok a gozoi Mġarrba, illetve innen és Ramla Bayről járnak csónakok Comino felé is.

## Testvértelepülései
- Adenau (Németország, 1995)
- Cavriglia (Olaszország, 2007)
- Agia Napa (Ciprus, 2009)